# Bolesław Miciński
Bolesław Miciński  (ur. 23 kwietnia 1911 w Mokrej (Podole), zm. 30 maja 1943 w Laffrey, Francja) – polski eseista, poeta i filozof, autor napisanych językiem literackim, bliskich poezji esejów i szkiców filozoficznych opublikowanych w tomach Podróże do piekieł (1937) oraz Portret Kanta i trzy eseje o wojnie (1947). 

## Życiorys
Absolwent Gimnazjum im. Tadeusza Reytana w Warszawie (1931). Ukończył studia filozoficzne na Uniwersytecie Warszawskim (1937), naukę kontynuował w Paryżu i Grenoble. Po powrocie do Polski pracował jako asystent Władysława Tatarkiewicza na Wydziale Filozofii Uniwersytetu Warszawskiego. Od 1932 przez dwa lata był członkiem redakcji czasopisma „Zet”, w 1935 otrzymał etat kierownika działu krytyki literackiej w „Prosto z Mostu”, w 1938 przeniósł się do Polskiego Radia, gdzie był redaktorem działu prozy. W 1939 wyemigrował do Francji, w Paryżu został współpracownikiem „Wiadomości Polskich”. W 1940 zamieszkał w Laffrey koło Grenoble, gdzie zmarł na gruźlicę. Spoczywa na cmentarzu w Laffrey.
Był bratankiem poety Tadeusza Micińskiego. Mąż Haliny Micińskiej-Kenarowej z d. Krauze. Ich córka Anna Micińska była znawczynią dzieł Witkacego, z którym przyjaźnił się jej ojciec.
W 1997 roku powstał telewizyjny film dokumentalny Bolesław Miciński (scenariusz Maciej Nowicki i Grzegorz Krawczyk), a w 2011 roku nakładem Biblioteki „Więzi” w Warszawie ukazała się dwutomowa edycja Pism zebranych Bolesława Micińskiego (tom I: Podróże do piekieł: eseje, ISBN 978-83-62610-22-8; tom II: Treść i forma: artykuły i recenzje, ISBN 978-83-62610-22-8).